# Iomega Zip
Zip ist der Markenname einer nicht mehr produzierten Baureihe von Wechselplattenlaufwerken des Unternehmens iomega (heute LenovoEMC). Die Laufwerke funktionieren nach demselben Prinzip wie Diskettenlaufwerke und Festplatten, das heißt die Datenbits werden magnetisch auf einer  magnetbeschichteten rotierenden Folie gespeichert.

## Beschreibung
Zip-Laufwerke gibt es sowohl als interne Geräte in 3 1⁄2-Zoll-Baubreite für den Einbau in ein Computergehäuse sowie auch als externe Geräte mit einem eigenen Gehäuse und eigener Stromversorgung. Während die ersten Geräte noch eine Kapazität von 100 MB je Zip-Diskette hatten, folgten später Versionen mit 250 MB und 750 MB. Die Laufwerke für 750 MB können 100-MB-Medien nur lesen, aber nicht beschreiben. Die internen Zip-Laufwerke werden über den ATA- oder den SCSI-Bus mit dem Computer verbunden und wurden als OEM-Versionen für diverse Hersteller (IBM, Dell, Macintosh PowerPC-Modellreihen G3 und G4) gefertigt. Auch in Musikworkstations wurden Zip-Laufwerke eingesetzt. Für Thinkpad-Laptops gibt es spezielle Zip-100- und Zip-250-Laufwerke, mit denen die Laptops über den UltraBay-Wechselschacht erweitert werden können. Externe Zip-Laufwerke können je nach Ausführung über die USB-, die Parallel-, die FireWire- oder über die SCSI-Schnittstelle am Computer angeschlossen werden. Die externen SCSI-Zip-Laufwerke verfügen zudem noch über einen Schalter zur Wahl der SCSI-ID sowie einen Schalter zum Terminieren der SCSI-Kette.
| Name    | Anschluss                             | Anschluss                   | Anschluss                             | Anschluss                             | Anschluss                   | Anschluss                             | Anschluss                             |
| Name    | ATA                                   | ATAPI                       | SCSI                                  | Parallel                              | USB                         | FireWire                              | UltraBay                              |
| ------- | ------------------------------------- | --------------------------- | ------------------------------------- | ------------------------------------- | --------------------------- | ------------------------------------- | ------------------------------------- |
| Zip 100 | Grünes Häkchensymbol für ja           | Grünes Häkchensymbol für ja | Grünes Häkchensymbol für ja           | Grünes Häkchensymbol für ja           | Grünes Häkchensymbol für ja | Rotes X oder Kreuzchensymbol für nein | Grünes Häkchensymbol für ja           |
| Zip 250 | Rotes X oder Kreuzchensymbol für nein | Grünes Häkchensymbol für ja | Grünes Häkchensymbol für ja           | Grünes Häkchensymbol für ja           | Grünes Häkchensymbol für ja | Grünes Häkchensymbol für ja           | Grünes Häkchensymbol für ja           |
| Zip 750 | Rotes X oder Kreuzchensymbol für nein | Grünes Häkchensymbol für ja | Rotes X oder Kreuzchensymbol für nein | Rotes X oder Kreuzchensymbol für nein | Grünes Häkchensymbol für ja | Grünes Häkchensymbol für ja           | Rotes X oder Kreuzchensymbol für nein |

Die Abmessungen des Mediums betragen ca. 98 mm × 99 mm × 7 mm.
In der zweiten Hälfte der 1990er Jahre waren die Zip-Laufwerke, vor allem die erste Generation für 100 MB, sehr beliebt und eine der am weitesten verbreiteten Computerperipherien. Maßgeblich zum Erfolg trug bei, dass es praktisch keine Konkurrenzprodukte gab und dass CD-Brenner zu dieser Zeit noch vergleichsweise teuer und umständlich zu bedienen waren.
Mit dem Preisverfall der CD-Brenner, der Einführung der wiederbeschreibbaren CD-RW und vor allem von USB-Sticks wurde die Zip-Diskette bis etwa 2005 vom Markt verdrängt. Dazu kam ein zunehmend schlechter Ruf der Zip-Laufwerke durch den häufigen „Click of Death“, einen Head-Crash durch einen dejustierten oder verschmutzten Schreib-/Lesekopf, der Medium und Laufwerk beschädigte oder zerstörte.

## Bilder

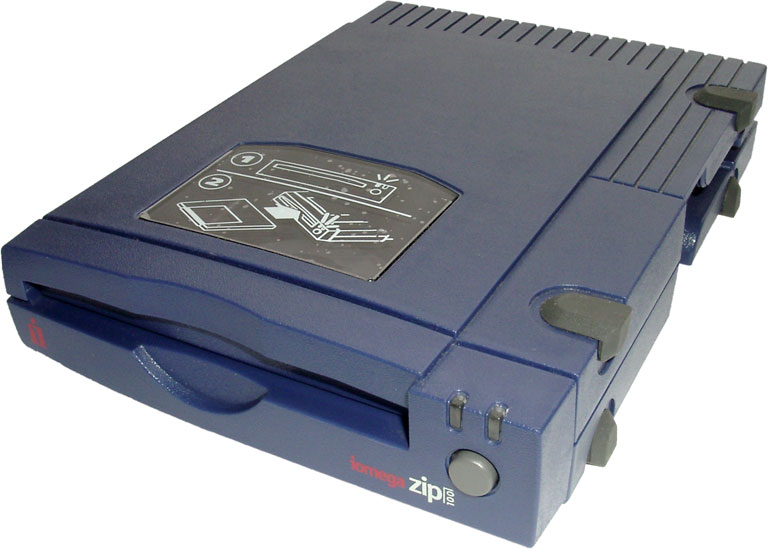
Externes Zip-Laufwerk für 100-MB-Medien (für Betrieb über Parallelport)
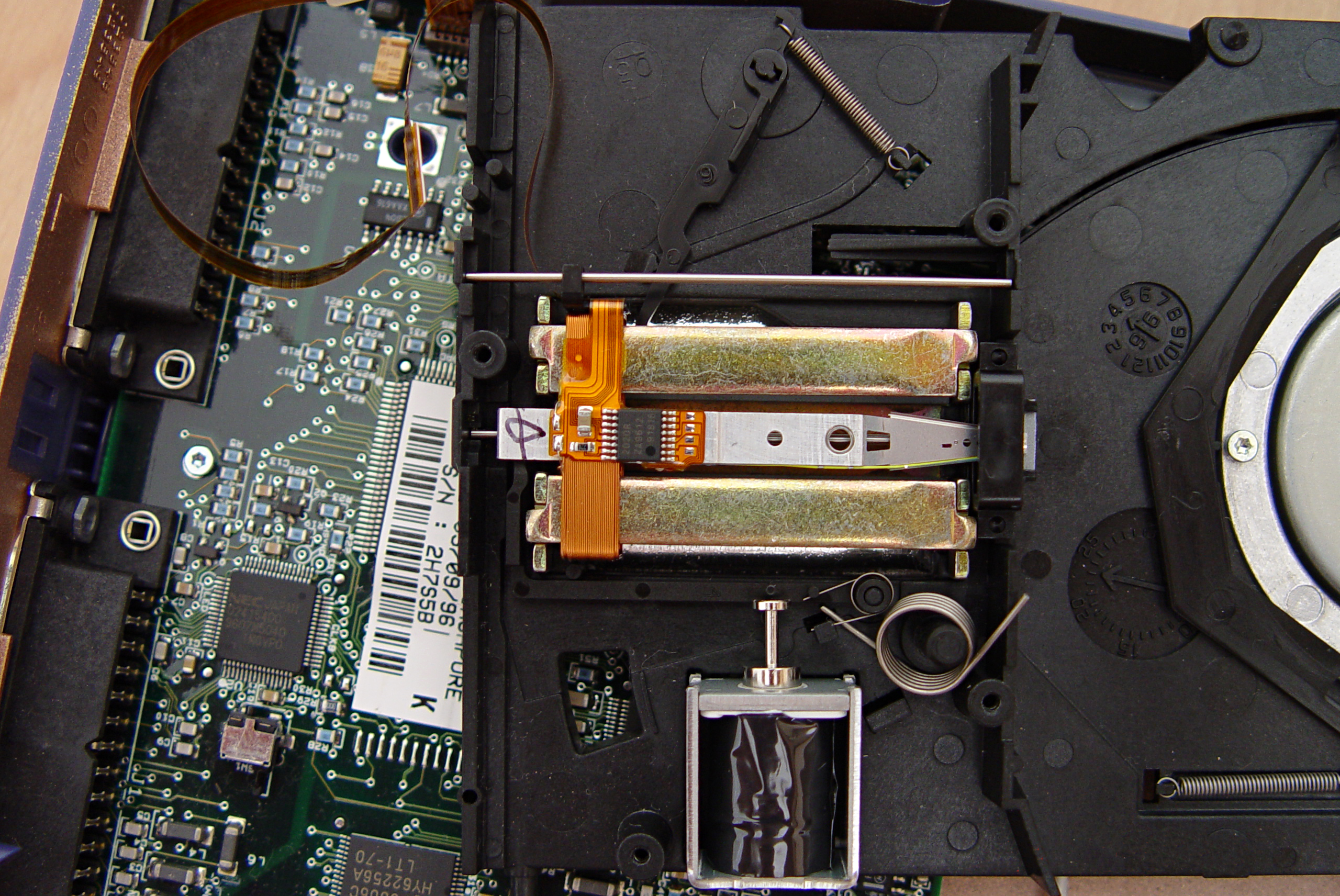
Zip-Laufwerk innen
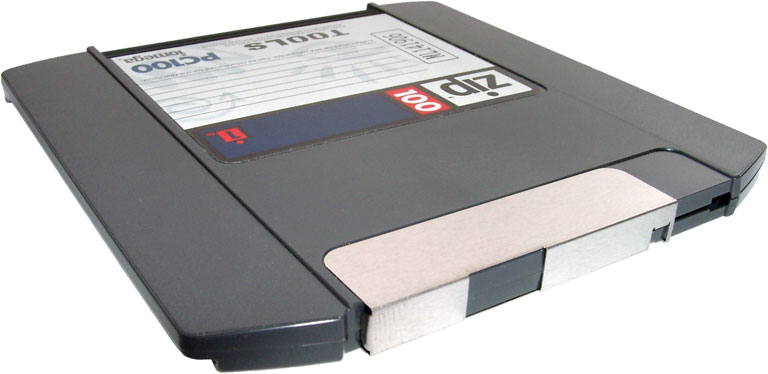
Zip-Diskette
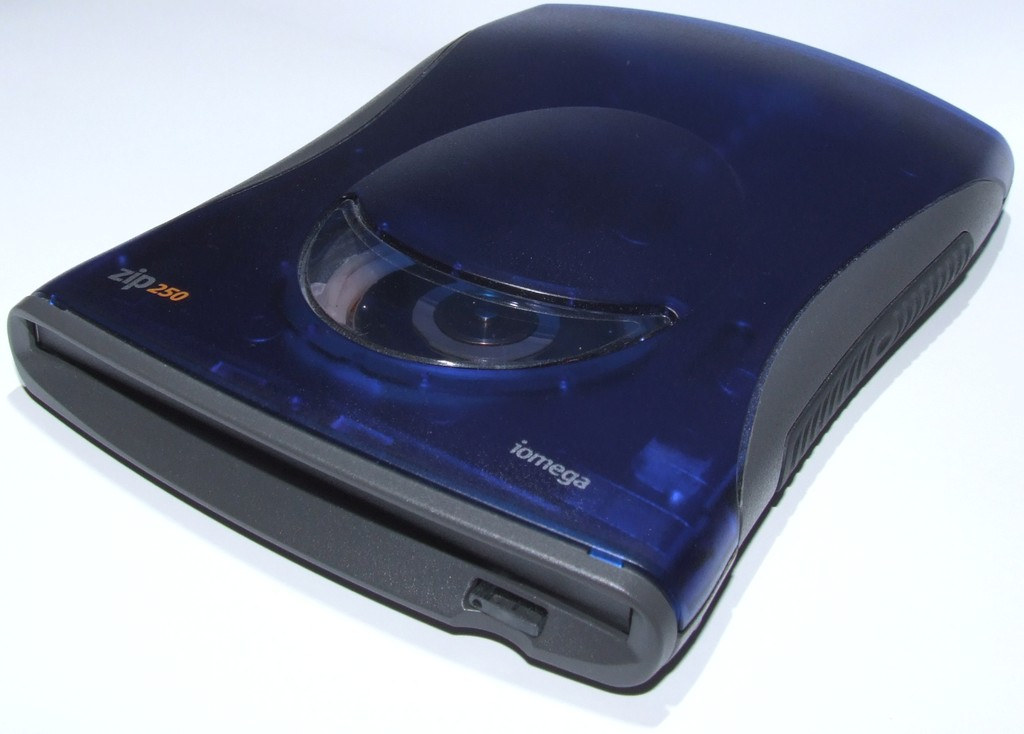
Externes Zip-Laufwerk für 250-MB-Medien
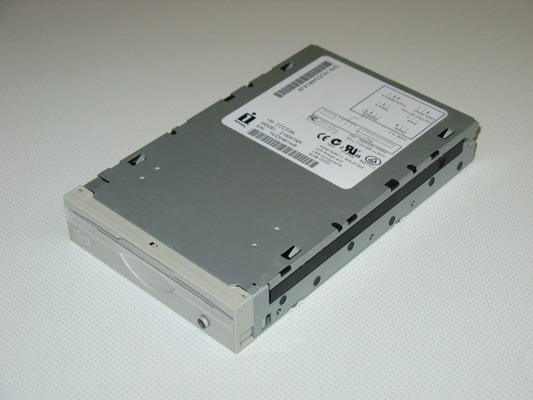
Internes Zip-Laufwerk für 100-MB-Medien

## Trivia
Im Office-Paket Microsoft Office:Mac 2004 stellt das Speichern-Symbol, für das oft eine Diskette als Icon verwendet wird, eine Zip-Diskette dar.

## Ähnliche Geräte
- SuperDisk – Alternatives Produkt von Imation
- EZDrive – Alternatives Produkt von SyQuest

## Weitere iomega-Produkte
- iomega Clik!
- iomega Ditto
- iomega Jaz
- iomega REV